# Saint-Paul-sur-Save
 Saint-Paul-sur-Save  là một xã ở tỉnh Haute-Garonne vùng Occitanie tây nam nước Pháp. Xã Saint-Paul-sur-Save nằm ở khu vực có độ cao 125 mét trên mực nước biển.